# Béatrice Marie Simporé
Œuvres principales
Les Enfants et les Arbres de la Savane (tome 1)
Béatrice Marie Simporé est une écrivaine et sage-femme burkinabè, auteure de Les Enfants et les Arbres de la Savane,.

## Biographie
Béatrice Marie Simporé est originaire du Burkina Faso. Sage-femme de profession, elle est tres engagée dans la promotion de l’éducation environnementale et la préservation de la flore locale. sa carrière est plus consacrée à la santé maternelle et infantile. passionnée pour la nature et les plantes locales, Béatrice Marie Simporé se retrouve conduite à écrire des œuvres visant à sensibiliser les enfants et les adultes à l’importance de la biodiversité et de la préservation de l’environnement.
En 2024, elle publie Les Enfants et les Arbres de la Savane, un ouvrage destiné aux jeunes lecteurs. Ce livre, illustré de manière vivante, raconte l’histoire d’enfants qui découvrent la richesse des arbres de la savane et leurs usages variés. À travers ce récit, elle met en lumière les menaces pesant sur la flore locale et la nécessité de la protéger.

## Œuvres
- Les Enfants et les Arbres de la Savane (tome 1)[5],[6].

## Engagements
En plus de son travail d'écrivaine, Béatrice Marie Simporé participe activement à des initiatives de sensibilisation sur les enjeux environnementaux. Elle utilise ses plateformes pour alerter sur les dangers de la déforestation et promouvoir des pratiques durables,.